# ×Anacamptorchis
×Anacamptorchis, hibridni rod orhideja iz Europe. Postoji nekoliko vrsta
Formula hibrida Anacamptis × Orchis.

## Vrste
1. ×Anacamptorchis bassoulsii (Balayer) B.Bock, Francuska
2. ×Anacamptorchis celtiberica (Pau) B.Bock Španjolska, Grčka
3. ×Anacamptorchis christiani-bernardii B.Bock, Francuska
4. ×Anacamptorchis grazianiae (Conrad) B.Bock, Francuska
5. ×Anacamptorchis ladurneri (Murr) B.Bock, Italija
6. ×Anacamptorchis lauzensis (Balayer) B.Bock, Francuska
7. ×Anacamptorchis morioides (Brand) Stace, Francuska, Švedska, otok Velika Britanija
8. ×Anacamptorchis neogennarii (E.G.Camus) B.Bock, Francuska
9. ×Anacamptorchis perretii (K.Richt.) B.Bock, Francuska, Njemačka
10. ×Anacamptorchis richardiorum (Soca) J.M.H.Shaw, Sardinija
11. ×Anacamptorchis salkowskiana (C.Alibertis & A.Alibertis) J.M.H.Shaw, Kreta